# Egyiptomi Múzeum
Az Egyiptomi Régiségek Múzeuma, melyet gyakran csak Egyiptomi Múzeum néven említenek, Egyiptom fővárosában, Kairóban, a Tahrír téren áll, és legendás lazac színű épülete rejti a világ leggazdagabb egyiptológiai gyűjteményét. Jelenleg kb.150 000 tárgy van kiállítva, és több százezret őriznek az alagsori raktárakban.
A Marcel Dourgnon francia építész által tervezett épület, mely egyesíti magában az arab-iszlám, az ó-egyiptomi és az európai építészet elemeit, korának legmodernebb építménye volt – egyike az első vasbeton szerkezetű épületeknek – és az első épület a világon, amit kizárólag múzeumi tárgyak, gyűjtemények bemutatására terveztek és építettek. Az 1897. április 1-jei alapkőletétel után az olasz Garozzo és Zaffrani építőipari társaság mint kivitelező már 1902. március 9-re a múzeumi anyagok beköltöztetésére alkalmas állapotban adta át a komplexumot a Régészeti Hivatal munkatársainak. Az új múzeumot 1902. november 15-én hivatalosan is felavatták.
A múzeum az ókori egyiptomi kultúra egyik legfőbb bemutatóhelyeként 2021 óta a világörökség javaslati listáján szerepel.

## Előzmények
Az Egyiptomi Régészeti Hatóságot az egyiptomi kormány 1835-ben hozta létre, hogy meggátolja a lelőhelyek kifosztását és megőrizze a leleteket. A múzeumot 1858-ban nyitották meg Auguste Mariette francia régész gyűjteményével. A múzeum 1880-tól Iszmáil pasa gízai házában működött, majd 1900-ban jelenlegi helyére, a Tahrír téri neoklasszikus épületbe költözött, Kairó belvárosába. A múzeum nagy csarnokában központi helyen III. Amenhotep és Tije kolosszusa áll.
A gyűjtemény fénypontjának Tutanhamon kincseit tartják, melyek egy különteremben vannak kiállítva. A fiatal fáraó kifosztatlanul fennmaradt sírját Howard Carter fedezte fel 1922-ben a Királyok völgyében.
A Múmiaterem, ahol 27 fáraókori királyi múmiát őriznek, Anvar Szadat parancsára 1981 és 1985 között zárva állt. Jelenleg újbirodalmi uralkodók múmiái tekinthetőek itt meg.
A 2011-es forradalom idején, amikor a mellette álló pártszékházat felgyújtották a tüntetők, civilek védték a múzeumot a fosztogatástól. Zahi Hawass nyilatkozata szerint a tüntetők két múmiát elpusztítottak. Több műtárgyat rongálás ért, köztük Tutanhamon aranyozott szobrait (XVIII. dinasztia, kb. i. e. 1330) és a XI. dinasztiabeli Meszehti sírjából előkerült fa hajómodellt (kb. i. e. 2000).